# 阿爾巴尼亞州份
州是阿尔巴尼亚行政区划中的第一级行政单位，取代原先的区。自2000年起，阿尔巴尼亚下分为12个州。自2015年起，州下共下分为61个市镇，这些市镇再下分为373个行政分区。

## 历史
自1912年从奥斯曼帝国独立后，阿尔巴尼亚进行过21次行政区划改革。2000年之前主要的一级行政区划单位是区，这些区份的数目、大小及重要性随着时间的变化有所不同。1991年初时，这些区份组合为12个州。
现今的州份划分是基于1998年版的阿尔巴尼亚宪法，并在2000年7月31日起实施。原先的区份整体废除，取而代之的是城市市镇（bashki）和乡村市镇（komuna），而乡村市镇再管辖乡村中的村庄（fshatra）。2014年又进行了改革，从而自2015年的地方选举起，州份在地区层次上划分为市镇（bashki），及在地方政府层次上划分为行政分区（njësi administrative）。

## 列表
| 州           | 州府       | 下辖市镇                                                         | NUTS-2地区 | 面积                     | 人口 (2020年) | 徽章             | 坐标                                |
| ------------ | ---------- | ---------------------------------------------------------------- | ---------- | ------------------------ | ------------- | ---------------- | ----------------------------------- |
| 培拉特州     | 培拉特     | 培拉特 库乔韦 波利钱 斯克拉巴里 迪马尔                           | 南部地区   | 1,798 km2（694 sq mi）   | 122,003       | 培拉特州徽章     | 40°44′N 19°59′E / 40.733°N 19.983°E |
| 第巴爾州     | 佩什科比   | 布尔奇泽 迪勃拉 克洛斯 馬蒂                                      | 北部地区   | 2,586 km2（998 sq mi）   | 115,857       | 迪勃拉州徽章     | 41°42′N 20°22′E / 41.700°N 20.367°E |
| 杜勒斯州     | 都拉斯     | 都拉斯 克鲁亚 希亞克                                             | 北部地区   | 766 km2（296 sq mi）     | 290,697       | 都拉斯州徽章     | 41°23′N 19°30′E / 41.383°N 19.500°E |
| 艾巴申州     | 爱尔巴桑   | 貝爾什 策里克 爱尔巴桑 格拉姆什 利布拉什德 佩今 普雷尼亞斯       | 中部地区   | 3,199 km2（1,235 sq mi） | 270,074       | 爱尔巴桑州徽章   | 41°6′N 20°8′E / 41.100°N 20.133°E   |
| 非夏爾州     | 费里       | 迪夫亞卡 费里 卢什涅 馬拉卡斯特 帕托斯 羅斯科韋茨                | 南部地区   | 1,890 km2（730 sq mi）   | 289,889       | 费里州徽章       | 44°46′N 19°37′E / 44.767°N 19.617°E |
| 吉羅卡斯特州 | 吉诺卡斯特 | 德羅普利 吉诺卡斯特 克尔曲勒 利博霍瓦 梅馬利艾 佩爾梅特 台佩莱纳 | 南部地区   | 2,884 km2（1,114 sq mi） | 59,381        | 吉诺卡斯特州徽章 | 40°12′N 20°15′E / 40.200°N 20.250°E |
| 科赤州       | 科尔察     | 代沃爾 科洛涅 科尔察 馬利奇 波格拉德茨 普斯特茨                  | 南部地区   | 3,711 km2（1,433 sq mi） | 204,831       | 科尔察州徽章     | 40°40′N 20°48′E / 40.667°N 20.800°E |
| 庫克斯州     | 库克斯     | 哈斯 库克斯 特羅波亞                                             | 北部地区   | 2,374 km2（917 sq mi）   | 75,428        | 库克斯州徽章     | 42°7′N 20°25′E / 42.117°N 20.417°E  |
| 列澤州       | 莱什       | 庫爾賓 莱什 米爾迪塔                                             | 北部地区   | 1,620 km2（630 sq mi）   | 122,700       | 莱什州徽章       | 41°49′N 19°41′E / 41.817°N 19.683°E |
| 士科德州     | 斯库台     | 富舍阿勒茲 大马勒西 普克 斯库台 沃德耶                           | 北部地区   | 3,562 km2（1,375 sq mi） | 200,007       | 斯库台州徽章     | 42°6′N 19°37′E / 42.100°N 19.617°E  |
| 地拉那州     | 地拉那     | 卡姆扎 卡瓦亚 羅戈日內 地拉那 沃拉                               | 中部地区   | 1,652 km2（638 sq mi）   | 906,166       | 地拉那州徽章     | 41°6′N 20°8′E / 41.100°N 20.133°E   |
| 夫羅勒州     | 发罗拉     | 德維納 腓尼基 希馬拉 科尼斯波尔 萨兰达 塞萊尼察 发罗拉           | 南部地区   | 2,706 km2（1,045 sq mi） | 188,922       | 发罗拉州徽章     | 40°30′N 19°37′E / 40.500°N 19.617°E |